# Stictomischus varitumidus
Stictomischus varitumidus är en stekelart som beskrevs av Huang 1990. Stictomischus varitumidus ingår i släktet Stictomischus och familjen puppglanssteklar. Inga underarter finns listade i Catalogue of Life.